# 齊瑟爾斯湖
50°51′3″N 6°48′1″E / 50.85083°N 6.80028°E

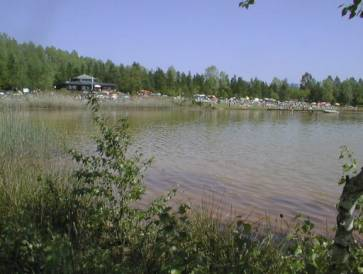

齊瑟爾斯湖（德語：Zieselsmaar），是德國的湖泊，位於該國西部，由北萊茵-威斯特法倫州負責管轄，處於萊茵-埃爾夫特縣，面積0.06平方公里，最大水深10.1米，水體容量28萬立方米。